# Saint-Étienne-le-Laus

Sainte-Marie este o comună în departamentul Hautes-Alpes, Franța. În 1 ianuarie 2022 avea o populație de 335 de locuitori.